# Colin Fox (Schauspieler)
Colin R. Fox (* 20. November 1938 in Aldershot, Ontario; † 5. April 2025 in Fergus, Ontario) war ein kanadischer Schauspieler und Sprecher.

## Leben
Seine Ausbildung absolvierte Fox an der National Theater School of Canada. Seine ersten größeren Rollen hatte er Ende der 1960er Jahre als Aramis in einer Fernsehverfilmung von Alexandre Dumas’ Die drei Musketiere (an der Seite von Christopher Walken und Kenneth Welsh) und in einer Doppelrolle als Jean Paul Desmond sowie Jacques Eloi Des Mondes in der 195 Folgen umfassenden CBC-Fernsehserie Strange Paradise. Es folgten Rollen in bislang über 130 Film- und Fernsehproduktionen als Haupt- und Nebendarsteller.
Neben seiner Arbeit für Film und Fernsehen ist Colin Fox auch ein etablierter Bühnendarsteller. So trat er 1982 auf dem Stratford Shakespeare Festival auf, verkörperte den Sir Nathaniel in Love's Labour's Lost zusammen mit der Circle Repertory Company (1984) und den Craig in Anteroom zusammen mit den Playwrights Horizons (1985).
Weitere Rollen hatte er in Tiny Alice (Crest Theatre, Toronto), in der Broadway-Produktion von Hugh Whitemores Pack of Lies, in Henry VI sowie als Erzähler in den Musicals Hänsel und Gretel und Peter und der Wolf.
Einem breiten Publikum wurde Fox in der Rolle des Professor Anton Hendricks in der Fernsehserie PSI Factor – Es geschieht jeden Tag bekannt. Er ist ebenfalls für die Darstellung des Schweizers Fritz Brenner in der Fernsehserie A Nero Wolfe Mystery (2001–2002) und deren Pilotfilm The Golden Spiders: A Nero Wolfe Mystery (2000) bekannt.
Im Jahr 2005 wurde Fox für den kanadischen Fernsehpreis Gemini in der Kategorie Best Individual Performance in a Comedy Program or Series nominiert; die Nominierung erhielt er für seine Darstellung in der Folge Buttons the Dresser der Fernsehserie Puppets Who Kill.
Neben seinen Arbeiten auf der Bühne, der Leinwand und im Fernsehen ist Fox außerdem ein gefragter Sprecher in Kanada und den Vereinigten Staaten. Er liest Hörbücher und Hörspiele, vertont Dokumentationen (unter anderem für den Discovery Channel), arbeitet für das Radio und verleiht zahlreichen Charakteren aus Zeichentrickserien und Videospielen seine Stimme.
Fox lebte zusammen mit seiner Ehefrau Carol in einem in den 1860er Jahren gebauten Bauernhaus aus Stein in Fergus bei Toronto. Aus der Ehe stammt eine gemeinsame Tochter.

## Filmografie (Auswahl)

### Filme
- 1969: Die drei Musketiere (The Three Musketeers, Fernsehfilm)
- 1971: The Reincarnate
- 1972: The Discoverers
- 1973: Tom Sawyer (Fernsehfilm)
- 1975: Die heißeste Frau der Welt (My Pleasure Is My Business)
- 1977: The War Between the Tates (Fernsehfilm)
- 1979: Éclair au chocolat
- 1980: Overkill - Durch die Hölle zur Ewigkeit (Fukkatsu no hi)
- 1981: Der Fremde und der Wal (A Whale for the Killing, Fernsehfilm)
- 1981: Gefangene der Wildnis (Silence of the North)
- 1982: Starkstrom (Murder by Phone)
- 1984: Real Inside (Kurzfilm)
- 1984: Covergirl
- 1985: Canada's Sweetheart: The Saga of Hal C. Banks
- 1987: Hello Again - Zurück aus dem Jenseits (Hello Again)
- 1988: Biographies: The Enigma of Bobby Bittman (Kurzfilm)
- 1989: Mord im Paradies (Passion and Paradise, Fernsehfilm)
- 1989: Die Stunde der Ratte (The Food of the Gods II)
- 1989: Spinne im Netz (Lady in the Corner, Fernsehfilm)
- 1990: Beautiful Dreamers
- 1990: Mörderischer Verdacht (In Defense of a Married Man, Fernsehfilm)
- 1990: Blutiger Engel (Descending Angel, Fernsehfilm)
- 1991: Money
- 1991: Scanners III (Scanners III: The Takeover)
- 1991: Mein Freund Mark Twain (Mark Twain and Me, Fernsehfilm)
- 1991: Ein kleines Stück vom Himmel (A Little Piece of Heaven, Fernsehfilm)
- 1991: The Sound and the Silence (Fernsehfilm)
- 1991: Simons Sehnsucht (Il colore dei suoi occhi)
- 1992: Deadbolt (Fernsehfilm)
- 1992: Schrei, wenn du kannst (In the Eyes of a Stranger, Fernsehfilm)
- 1992: Partners 'n Love (Fernsehfilm)
- 1993: Dieppe (Fernsehfilm)
- 1993: Bonds of Love (Fernsehfilm)
- 1993: Eine Frau auf der Flucht - Die Lawrencia Bembenek Story (Woman on the Run: The Lawrencia Bembenek Story, Fernsehfilm)
- 1994: Historica Minutes: Agnes Macphail
- 1994: P.C.U. – Zwei Chaoten auf dem Campus (PCU)
- 1995: Butterbox Babies
- 1995: Open Season
- 1995: Tommy Boy – Durch dick und dünn (Tommy Boy)
- 1995: Hiroshima (Fernsehfilm)
- 1995: Stimmen aus der Schattenwelt (Voices)
- 1996: Windsor Protocol (Fernsehfilm)
- 1996: Vergewaltigt...! - Die Angst des Opfers (Sins of Silence, Fernsehfilm)
- 1996: Warnung aus dem Jenseits (The Haunting of Lisa, Fernsehfilm)
- 1996: Verraten & verkauft (Captive Heart: The James Mink Story, Fernsehfilm)
- 1996: Mrs. Winterbourne
- 1996: L5: First City in Space (Kurzfilm)
- 1996: Daylight
- 1996: In Love and War
- 1997: Elvis und der Präsident (Elvis Meets Nixon, Fernsehfilm)
- 1997: Bedingungslose Liebe (End of Summer, Fernsehfilm)
- 1997: Ein Gesicht so schön und kalt (Let Me Call You Sweetheart, Fernsehfilm)
- 1998: Brennender Zweifel (Seeds of Doubt)
- 2000: Left Behind
- 2000: The Golden Spiders: A Nero Wolfe Mystery (Fernsehfilm)
- 2000: Auch Engel spielen Baseball (Angels in the Infield, Fernsehfilm)
- 2000: Flammen der Leidenschaft - Eine wahre Geschichte (Enslavement: The True Story of Fanny Kemble, Fernsehfilm)
- 2000: Dirty Pictures (Fernsehfilm)
- 2000: A House Divided (Fernsehfilm)
- 2000: Gnadenloses Duell (The Last Debate, Fernsehfilm)
- 2000: Das Megaplex-Phantom (Phantom of the Megaplex, Fernsehfilm)
- 2001: Most Original (Laughter on the 23rd Floor, Fernsehfilm)
- 2001: Einmal Himmel und zurück (Down to Earth)
- 2001: Ein Kuss mit Folgen (Prince Charming)
- 2001: Chasing Holden
- 2002: Drummer Boy
- 2002: Master Spy: The Robert Hanssen Story
- 2002: Salem Witch Trials (Fernsehfilm)
- 2003: Amerikas Sohn - Die John F. Kennedy Jr. Story (America's Prince: The John F. Kennedy Jr. Story, Fernsehfilm)
- 2003: Deathlands (Fernsehfilm)
- 2003: Armee der Besessenen (Webs, Fernsehfilm)
- 2004: Ein anderer Frieden (A Separate Peace, Fernsehfilm)
- 2004: Mord im Schilf (Plain Truth)
- 2004: Perfect Strangers - Liebe kennt keine Grenzen (Perfect Strangers, Fernsehfilm)
- 2005: Our Fathers (Fernsehfilm)
- 2006: Drive Time Murders (Fernsehfilm)
- 2008: One Week
- 2008: Cutting for Stone

### Fernsehserien
- 1969: Strange Paradise (eine Folge)
- 1974: House of Pride
- 1974, 1975: Polizeiarzt Simon Lark (Police Surgeon, Fernsehserie, 2 Folgen)
- 1975: Witness to Yesterday (eine Folge)
- 1978: High Hopes
- 1979: Der Furchtlose (A Man Called Intrepid, Miniserie)
- 1985, 1986: Der Equalizer (2 Folgen)
- 1986: Spenser (eine Folge)
- 1987, 1988: Alfred Hitchcock zeigt (Alfred Hitchcock presents, 2 Folgen)
- 1987, 1988, 1989: Erben des Fluchs (Friday the 13th: The Series, 3 Folgen)
- 1987, 1990: Die Waffen des Gesetzes (Street Legal, 2 Folgen)
- 1988: Diamonds (eine Folge)
- 1989: Shining Time Station (eine Folge)
- 1990–1992: Maniac Mansion (4 Folgen)
- 1990: Auf eigene Faust (Counterstrike, 2 Folgen)
- 1991: Law & Order (eine Folge)
- 1991: Verschwörung des Schweigens (Conspiracy of Silence, Miniserie)
- 1992: E.N.G. (eine Folge)
- 1992, 1995: Nick Knight – Der Vampircop (Forever Knight, 2 Folgen)
- 1993: Avonlea – Das Mädchen aus der Stadt (Road to Avonlea, eine Folge)
- 1993: Matrix (eine Folge)
- 1993: Wildes Land (Return to Lonesome Dove, Miniserie)
- 1994: Blauvogel (Miniserie)
- 1994: The Mighty Jungle (eine Folge)
- 1994: RoboCop (eine Folge)
- 1995: Grusel, Grauen, Gänsehaut (Are You Afraid of the Dark?, eine Folge)
- 1995, 1996: Gänsehaut – Die Stunde der Geister (Goosebumps, 4 Folgen)
- 1996–2000: PSI Factor – Es geschieht jeden Tag (PSI Factor – Chronicles of the Paranormal, 88 Folgen)
- 1997–1998: Die Fälle der Shirley Holmes (The Adventures of Shirley Holmes, 5 Folgen)
- 1999: Wind at My Back (eine Folge)
- 2000: Nikita (eine Folge)
- 2000: Relic Hunter – Die Schatzjägerin (Relic Hunter, eine Folge)
- 2001: Akte Zack (The Zack Files, 2 Folgen)
- 2001–2002: A Nero Wolfe Mystery (26 Folgen)
- 2004: Wonderfalls (eine Folge)
- 2005: The Manly Bee
- 2005: Puppets Who Kill (eine Folge)
- 2006: This Is Wonderland (eine Folge)
- 2007: Dead Zone (eine Folge)
- 2019: Mary Kills People (eine Folge)

### Sprechrollen
- 1978: The Prophet from Pugwash (Fernsehfilm, als Erzähler)
- 1986: My Pet Monster (Zeichentrickserie, eine Folge, als Snyder)
- 1987: My Pet Monster (als Mr. Hinkle)
- 1987: Die Glücksbärchis – Abenteuer im Wunderland (The Care Bears Adventure in Wonderland, als Wizard)
- 1989: The Legend of Zelda (Zeichentrickserie, 13 Folgen, als König Harkinian)
- 1989–1991: Beetlejuice – Ein außergewöhnlicher Geist (Beetlejuice, Zeichentrickserie, 13 Folgen, diverse Rollen)
- 1991–1997: Rupert (Zeichentrickserie, 17 Folgen, als Professor)
- 1995: Die unendliche Geschichte (Zeichentrickserie, 3 Folgen, als Large Head)
- 1998: Silver Surfer (Zeichentrickserie, eine Folge, als Uatu der Wächter)
- 1998–1999: Mythic Warriors: Guardians of the Legend (Zeichentrickserie, 2 Folgen, diverse Rollen)
- 1999: Hype: The Time Quest (Videospiel)
- 2002–2006: Henrys Welt (Henry's World, 25 Folgen, Trickserie, als Mr. Wiggins)
- 2004: Atomic Betty (Zeichentrickserie, 10 Folgen, als Supreme Overlord Maximus IQ)
- 2004: Peep and the Big Wide World (Zeichentrickserie, als Newton)
- 2009: The Dating Guy (Zeichentrickserie, 2 Folgen, als Winchester)

## Einzelnachweis
1. ↑  Colin Fox Obituary. In: grahamgiddyfh.com. 10. April 2025, abgerufen am 10. April 2025 (englisch).

| Personendaten    | Personendaten                         |
| ---------------- | ------------------------------------- |
| NAME             | Fox, Colin                            |
| ALTERNATIVNAMEN  | Fox, Colin R.                         |
| KURZBESCHREIBUNG | kanadischer Schauspieler und Sprecher |
| GEBURTSDATUM     | 20. November 1938                     |
| GEBURTSORT       | Aldershot, Ontario, Kanada            |
| STERBEDATUM      | 5. April 2025                         |
| STERBEORT        | Fergus, Ontario, Kanada               |